# Lachaisea orientalis
Lachaisea orientalis är en stekelart som först beskrevs av Wiebes 1975.  Lachaisea orientalis ingår i släktet Lachaisea och familjen fikonsteklar. Inga underarter finns listade i Catalogue of Life.